# تدريس مصغر
التدريس المصغر هو موقف تدريسي مصغر يقوم به الطالب المعلم، يشبه الموقف التدريسي الحقيقي غير أنه يقل في مدة العرض وفي عدد المتعلمين، ويركز في شرحه على هدف المتعلمين كما يركز على هدف واحد أو مهارة واحدة، ثم تكون هناك تغذية راجعة من قبل المتعلمين والمشرف لما قدمه من شرح قصد الوقوف على جوانب القوة والضعف لتحسين أداءه.
وهو موقف تعليمى حقيقي تبسط فيه التعقيدات داخل قاعة الدراسة من حيث المحتوى والزمن التدريسي وعدد الطلاب، فزمن التدريس يتراوح بين 10-20 دقيقة ، وعدد الطلاب يصل إلى خمسة أو أكثر قليلا، فيه يتدرب الطالب المعلم على استخدام مهارة معينة بإعداد درس مصغر وتنفيذه ، ثم يتلقى تغذية راجعة خارجية من المشرف أو الطلاب أو الأقران.

## ملامح التدريس المصغر
• تحديد مسبق لمهارات التدريس وتحليلها في صورة سلوك وافعال يمكن ملاحظتها وقياسها
• التدريس لعدد محدود من الاقران أو الطلاب ويتحددطبقا لبرنامج تحديد
• اعداد درس مصغر وتدريسه في فترة زمنية محدودة (10 - 20) دقيقة
• محاولة أداء المتدرب جميع أنواع السلوك الذي تشمله كل مهارة بقدر الإمكان
• تسجيل الدرس على شريط تسجيل أو فيديو
• تلقي المتدرب تغذية راجعة مناسبة
• إعادة تخطيط الدرس وتنفيذه مرة ثانية

## ايجابياته
- يقلل التدريس المصغر من تعقيدات الموقف التدريسى من (حجم الفصل، الوقت المستغرق في التدريب، عدد الطلاب المتعلمين أو المعلمين، المحتوى).
- يساعد على تنمية المهارات التدريسية بدرجة عالية من الكفاءة.
- يستخدم من خلاله أسلوب النمذجة حيث يسمح الطالب المتدرب بمشاهده بعض النماذج التدريسية للمهارة المطلوب التدريب عليها قبل التدريس الفعلى.
- يساعد على انتقال أثر التدريب من الموقف التدريبى إلى الموقف التدريسى الحقيقى.
- يساعد على تنمية اتجاهات الطلاب المعلمين الإيجابية نحو مهنة التدريس بصفة عامة والمواد الدراسية بصفة خاصة.
- الموقف التدريسى فيه موقف محسوب الخطوات معد والإجراءات تقل فيه نسبة المخاطرة والفاقد ثم أن الخطأ فيه يمكن تدراكه وتلافى أثاره.
- يراعى فيه قدرات الطالب المتدرب وإمكانياته.
- يتيح للطالب أن يتعرف فور انتهاء أداته على إيجابيات الأداء وسلبياته وذلك من خلال قنوات التغذية الراجعة المختلفة.